# Tarantula-köd
A Tarantula-köd (más néven NGC 2070 vagy Caldwell 103) egy diffúz gázköd a Dorado (Aranyhal) csillagképben.

## Felfedezése
Az NGC 2070 nyílthalmazt Nicolas-Louis de Lacaille fedezte fel 1751. december 5-én.
Már 1751 előtt felfedezték, de akkor még hibásan csillagként katalogizálták, ezt a hibát javította ki Nicolas-Louis de Lacaille 1751-es felfedezésével.

## Tudományos adatok
Része a Nagy Magellán-felhő-nek, a legaktívabb csillagkeletkezési helye a Lokális Csoportnak, ahová a Tejútrendszer is tartozik.
Eddig egy szupernóvát fedeztek fel benne:
- SN 1987A – az eddigi megfigyelések szerint ez, a Tarantula-köd peremterületén található szupernóva van a legközelebb a Földhöz.